# لورنس مکاولی
لورنس مکاولی (انگلیسی: Lawrence MacAulay؛ زادهٔ ۹ سپتامبر ۱۹۴۶) یک سیاست‌مدار اهل کانادا است. او وزیر کشاورزی کانادا است.